# Ел Тартер
Ел Тартер је село у североисточном делу Андоре. Поред града протиче река Валири. Град према подацима из 2012 има 1678 становника.